# Yaginumaella incognita
Yaginumaella incognita är en spindelart som beskrevs av Zabka 1981. Yaginumaella incognita ingår i släktet Yaginumaella och familjen hoppspindlar. Inga underarter finns listade i Catalogue of Life.